# Villarroya del Campo
Villarroya del Campo là một đô thị ở tỉnh Zaragoza, Aragon, Tây Ban Nha. Theo điều tra dân số 2004 của Viện thống kê Tây Ban Nha (INE), đô thị này có dân số là 80 người. Diện tích đô thị này là 16 ki-lô-mét vuông. Đô thị này nằm ở độ cao 900 m trên mực nước biển.